# Alexei Jewgenjewitsch Urmanow
Alexei Jewgenjewitsch Urmanow (russisch Алексей Евгеньевич Урманов, anhörenⓘ; englisch Alexei Urmanov; * 17. November 1973 in Leningrad, Sowjetunion) ist ein ehemaliger russischer Eiskunstläufer, der im Einzellauf startete. Er ist der Olympiasieger von 1994 und der Europameister von 1997.
Urmanow, der in Leningrad geboren wurde, begann im Alter von vier Jahren mit dem Eiskunstlaufen. Sein Trainer war Alexei Mischin. 1990 wurde er Vize-Juniorenweltmeister. Mit 17 Jahren gelang es ihm 1991 als erster einen vierfachen Sprung erfolgreich bei einer Europameisterschaft zu landen. Bei seinen ersten Olympischen Spielen 1992 belegte er den fünften Platz. Im selben Jahr gewann er mit Bronze hinter Petr Barna und Wiktor Petrenko seine erste Medaille bei einer Europameisterschaft. Im Jahr darauf gewann er auch Bronze bei der Weltmeisterschaft hinter den Kanadiern Kurt Browning und Elvis Stojko. Es sollte seine einzige Medaille bei Weltmeisterschaften bleiben.
Sein größter Erfolg war der überraschende Gewinn der Goldmedaille im Eiskunstlauf bei den Olympischen Winterspielen 1994 in Lillehammer. Danach konnte er mit dem Gewinn der Europameisterschaft 1997 nur noch einen Titel bei einem großen Turnier gewinnen. Eine Verletzung verhinderte eine Teilnahme an den Olympischen Spielen in Nagano 1998. Daraufhin wechselte er zu den Profis und gewann dort den Weltmeistertitel 1999.
Derzeit arbeitet Urmanow als Trainer und trainiert unter anderem den russischen Meister 2008 und Vize-Juniorenweltmeister 2006 Sergei Woronow. Er ist auch ISU-Offizieller. 2004 heiratete er Viktoria Urmanowa und hat drei Kinder.

## Ergebnisse
| Wettbewerb / Saison         | 1989/90 | 1990/91 | 1991/92 | 1992/93 | 1993/94 | 1994/95 | 1995/96 | 1996/97 | 1998/99 |
| --------------------------- | ------- | ------- | ------- | ------- | ------- | ------- | ------- | ------- | ------- |
| Olympische Spiele           |         |         | 5.      |         | 1.      |         |         |         |         |
| Weltmeisterschaften         |         | 8.      | 8.      | 3.      | 4.      | 4.      | 5.      |         | 5.      |
| Europameisterschaften       |         | 6.      | 3.      | 5.      | 3.      | 2.      |         | 1.      | 3.      |
| Grand-Prix-Finale           |         |         |         |         |         |         | 1.      | 3.      | 2.      |
| Juniorenweltmeisterschaften | 2.      |         |         |         |         |         |         |         |         |
| Sowjetische Meisterschaften |         | 3.      | 1.      |         |         |         |         |         |         |
| Russische Meisterschaften   |         |         |         | 1.      | 1.      | 1.      | 1.      | 2.      | 3.      |

Urmanow verpasste die gesamte Saison 1997/1998 verletzungsbedingt.